# 왕경 (조위)

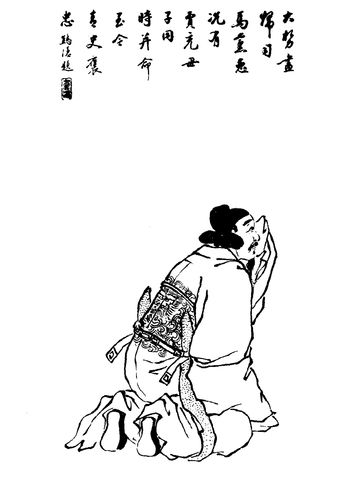

왕경(王經, ? ~ 260년)은 중국 삼국 시대 조위의 관료로, 자는 언위(彦偉)이며 기주 청하군 사람이다.

## 생애
본래 농민이었다.. 동향인 최림(崔林)에게 발탁되었으며, 같은 주 사람인 허윤(許允)과 함께 명사로 알려졌다.
관직을 버리고 집으로 돌아와 이상한 일을 겪고 관로(管輅)를 찾아가 점괘를 부탁하였다. 관로는 왕경이 곧 관직을 얻을 징조라고 풀이하였고, 얼마 못 되어 왕경은 강하태수(江夏太守)가 되었다. 처음에 강하태수가 되었다가 대장군(大將軍) 조상(曹爽)이 비단을 주고 오(吳)와 장사하도록 명령을 내리자, 관직을 버리고 집으로 돌아와 어머니에게 실상을 고했다. 어머니는 왕경을 부하들이 보는 앞에서 매 50대를 쳤고, 이를 들은 조상은 왕경에게 다시 죄를 주지 않았다. 처음 왕경이 태수가 되자, 어머니는 “너는 농가의 아들로서 관위가 2천석(태수의 봉록으로, 태수를 일컫기도 했다)에 이르렀으나, 분수에 지나치면 상서롭지 못하니 이만하고 그치는 것이 좋겠다.”라고 했으나, 왕경은 이를 듣지 않았다. 이후 두 주의 자사(刺史)를 지냈고, 사례교위(司隷校尉)까지 되었다.
정원(正元) 2년(255년) 8월 2일, 옹주자사(雍州刺史)로서 촉의 대장군 강유(姜維)와 조서(洮西)에서 싸워 대패하고 적도성을 지켰다. 당시 왕경은 정서장군(征西將軍) · 가절(假節) · 도독옹양제군사(都督雍揚諸軍師) 진태(陳泰)에게 강유와 하후패(夏侯覇)가 군사를 3분하여 진격하려 한다고 알렸으며, 진태는 강유 등이 군사를 3분할 수 없다고 보고 왕경을 적도에 주둔시키고 진태가 도착하는 것을 기다려 적을 공격하려고 했다. 그러나 왕경은 진태가 도착하기 전에 강유와 교전하여 대패하고 만여 명만 겨우 건져 적도성을 지켰고, 강유는 곧 적도성을 포위했다. 진태와 협력하여 강유의 퇴로를 끊으려는 움직임을 보여, 강유 등이 퇴각하여 겨우 구제되었다. 그때 식량이 열흘분도 채 남지 않았을 정도였다.
감로(甘露) 연간에 왕경은 상서(尙書)가 되었다. 감로 5년(260년) 5월, 황제 고귀향공(高貴鄕公)은 시중 왕침(王沈), 산기상시(散騎常侍) 왕업(王業)과 함께 왕경을 불러들여 전횡을 부리던 사마소(司馬昭)를 치고자 했다. 왕경은 옛날 노 소공(魯 昭公)이 권신 계손의여(季孫意如)를 치려다가 도리어 계손씨와 숙손씨(叔孫氏)의 반격을 받아 쫓겨난 일을 들어 황제에게 간했으나, 황제는 오히려 목숨을 내던질 각오를 굳히며 왕경의 간언을 듣지 않았다. 왕침과 왕업은 이를 사마소에게 전하려 했고, 왕경도 끌어들였으나 왕경은 이를 따르지 않았다. 결국 왕침과 왕업은 둘이서만 사마소에게 가서 이를 전했고, 이를 들은 사마소가 준비를 하고 반격하여 도리어 고귀향공이 시해당했다. 왕경은 태후의 조서에 따라 가족들과 함께 체포되어 정위(庭尉)에 넘겨졌고, 반역죄로 처형당했다. 사로잡혔을 때 어머니에게 사과했으나, 어머니는 도리어 낯빛을 변하지 않고 이 날이 언젠가 오리라고 여겼다며 함께 죽게 되었으니, 무슨 한이 있겠냐고 답했다.

## 사후
사례교위 시절 종사로 벽소한 상웅(向雄)은 왕경이 처형당한 동시에서 곡했다. 또, 옹주자사 시절의 관리 황보안(皇甫晏)은 가재를 내어 장례를 치러주었다. 태시(泰始) 원년(265년), 서진 무제는 조서를 내려 왕경의 손자에게 낭중(郞中)을 주었다.

## 같이 보기
- 삼국지 인물 목록